# Toyota i-Road

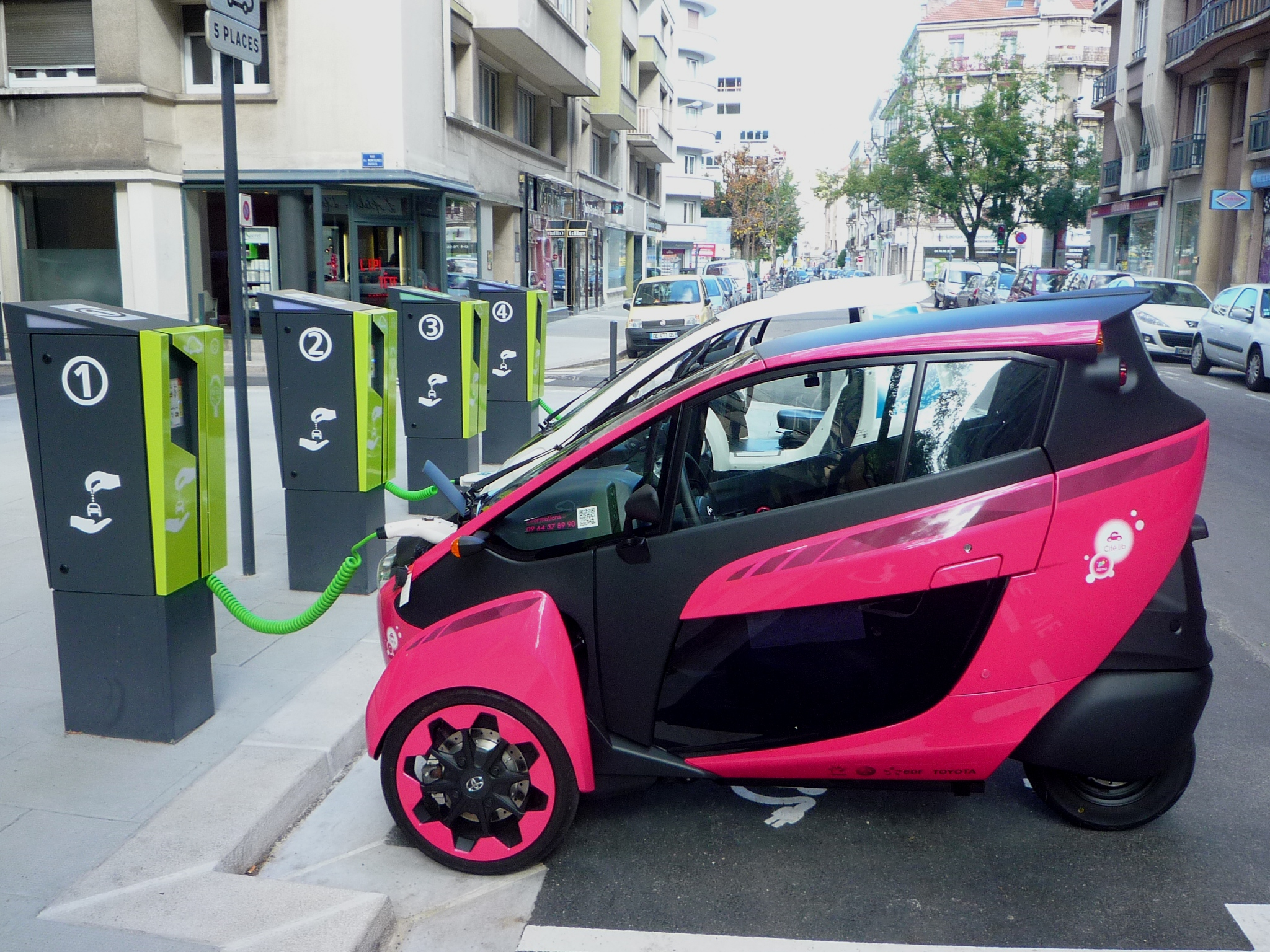
L'une des 35 Toyota i-Road de Grenoble devant sa borne de recharge

La Toyota i-Road est un concept-car de mobilité personnelle présenté pour la première fois en mars 2013 au Salon de Genève. Il a un train avant électrique et ses deux moteurs de 2 kilowatts (2,7 chevaux) sont alimentés par une batterie lithium-ion qui peut être rechargée avec une prise de courant domestique. Une charge a une autonomie de 50 km
Toyota se réfère à lui comme un « véhicule de mobilité personnelle ». Il a moins de 90 cm  de large et deux sièges d'une personnes dans une cabine fermée qui protège les occupants de l'environnement. Son rayon de braquage est de moins de 90 cm. La largeur est de 850 mm, soit environ la même largeur qu'une moto, et quatre de ces véhicules peuvent être garés dans une place de stationnement d'une voiture.
Actuellement, le Toyota i-Road est un concept-car envisagé pour un usage urbain pour l'avenir, et il n'est pas prévu pour la production générale en ce moment[Quand ?], bien que  35 i-Road (ainsi que 35 COMS, également électriques mais à quatre roues) soient déployés dans Grenoble et opérés par Citélib dans le cadre d'une mobilité du dernier kilomètre. Le projet est géré au sein d'une structure existante. Le i-Road fait également partie d'un projet similaire de Toyota, le projet ha:mo à Toyota City, Japon.